# هیپوفیزکتومی
هیپوفیزکتومی (به انگلیسی: Hypophysectomy) نوعی عمل جراحی جهت حذف غده هیپوفیز می‌باشد. این جراحی در درمان تومورها به خصوص از نوع کرانیوفارنژیوما مورد استفاده قرار می‌گیرد.
گاهی این عمل برای درمان سندرم کوشینگ (نشانگان کوشینگ) که متوجه آدنوم هیپوفیز است مورد استفاده قرار می‌گیرد.

بعد از هیپوفیزکتومی کامل، جهت تأمین هورمون‌ها، داروهای مختلف جایگزین خواهند شد که از جمله آنان می‌توان به گلوکوکورتیکوئیدها (گلوکوکورتیکوئید) اشاره کرد.
جراحی می‌توان منجر به آدیسون و افزایش چربی خون اشاره شود که می‌تواند تأثیر منفی بر روی بسیاری از ارگانها داشته باشد.

## عوارض
جراحی حذف هیپوفیز در هر سنی که انجام شود باعث آتروفی بافت تیروئید و غده آدرنال (فوق کلیه) و همچنین ضعف و کاشکسی (لاغری مرض گونه) را به همراه خواهد شد.
اگر این عمل قبل از بلوغ جنسی انجام شود، دستگاه تناسلی بیمار تکامل نخواهد یافت. همچنین عدم رشد را موجب می‌شود و اگر بعد از بلوغ جنسی بیمار تحت هیپوفیزکتومی قرار گیرد دچار از بین رفتن توانایی باروری و آتروفی (تحلیل رفتن) گنادها (غدد جنسی) و اندام جنسی خواهد شد.